# Kōichi Kitamura
Kōichi Kitamura (japanisch 北村 浩一 Kitamura Kōichi; * 16. Februar 1968 in Aichi) ist ein Anhänger der religiösen Bewegung Aum Shinrikyo.
1995 war er der Fluchtfahrer für einen der Täter des Sarin-Angriffs auf die Tokioter U-Bahn. 2009 wurde er zu einer lebenslangen Haftstrafe verurteilt und bleibt in Haft.

## Aum Shinrikyo
Kitamura stammt aus der Präfektur Aichi und schloss sich Ende der 1980er Jahre Aum Shinrikyo an, nachdem er ein Buch gelesen hatte, das vom Religionsgründer Shoko Asahara geschrieben worden war.
Im Jahr 1993 besuchte Kitamura Akio Namimura, einen Schriftsteller, der sich für die Aum-Religion interessierte zuhause und belästigte ihn mit einem Vortrag über den vermeintlich nahenden Dritten Weltkrieg und die Laser- und Plasmawaffen mit denen dieser geführt werden würde.

### 20. März 1995
Gemeinsam mit Kenichi Hirose, verließ Kitamura am Morgen des 20. März 1995, um 6:00 Uhr eine Einrichtung der Aum-Gemeinschaft in Shibuya, im Westen von Tokio und fuhr mit ihm gemeinsam zur U-Bahn-Station Yotsuya.
Koichi Kitamura fuhr dann mit dem Auto weiter zur  Station Ochanomizu und wartete dort in seinem Fluchtfahrzeugen, während Hirose seine Behälter mit Saringas in einem Zug der Marunouchi-Linie ausbrachte, der in westlicher Richtung nach Ogikubo fuhr.
Hirose, der sich bei seiner Tatausführung versehentlich vergiftet hatte, ließ Kitamura zunächst zum Aum-Krankenhaus nach Nakano fahren, war dann aber überrascht, dass die dortigen Ärzte nichts von dem Sarin-Einsatz wussten und ihm nicht helfen konnten. Kitamura und Hirose kehrten daher rasch zum Shibuya Ajid zurück, wo Ikuo Hayashi die Notfallversorgung leitete.

### Flucht und Festnahme
Am 14. November 1996 wurden Kitamura, gemeinsam mit dem ebenfalls flüchtigen Aum-Anhänger Zenji Yagisawa in Tokorozawa, Präfektur Saitama, festgenommen. Kabinettschef Seiroku Kajiyama gab diesbezüglich eine Pressekonferenz.

## Prozess
Er wurde am 12. November 1999 von einem Bezirksgericht zu lebenslanger Haft verurteilt. Das Urteil wurde von einem höheren Gericht am 29. Januar 2002 bestätigt, ebenso wie am 14. Oktober 2004 vom Obersten Gerichtshof.